# Elachista argentella
Espèce
Synonymes
- Elachista habeleri Traugott-Olsen, 1990[1]
- Phalaena argentella Clerck, 1759[2]
- Tinea alabastrella Denis & Schiffermüller, 1775[2]
- Tinea albella Müller, 1776[2]
- Adela cygnella Treitschke, 1833[2]
- Porrectaria cygnipennis Haworth, 1828[2]
- Tinea cygnipennella Hübner, 1796[2]
- Elachista cygnipennella Zeller, 1839[2]
- Cycnodia cygnipennella Herrich-Schäffer, 1855[2]
- Phalaena melanopis Geoffroy, 1785[2]
- Aphelosetia semialbella Stephens, 1834[2]

Elachista argentella est une espèce européenne de lépidoptères (papillons) de la famille des Elachistidae.

## Morphologie
L'imago d’Elachista argentella est un tout petit papillon, qui a une envergure de 11 à 12 mm. Chez les mâles comme chez les femelles, la tête, les ailes et le thorax sont blancs.
La chenille est vert gris avec une tête brun pâle. 

## Répartition
L'espèce est présente dans toute l'Europe, à part les Balkans.

## Écologie
La chenille mine les feuilles de sa plante hôte. Elle se nourrit de différentes espèces d'herbes, notamment Agrostis, Avenula pratensis, Avenula pubescens, Brachypodium pinnatum, Brachypodium sylvaticum, Bromus erectus, Bromus sterilis, Calamagrostis epigejos, Dactylis glomerata, Deschampsia cespitosa, Elymus hispidus, Elymus repens, Festuca ovina, Festuca rubra, Festuca brevipila (en), Festuca valesiaca (en), Holcus lanatus, Holcus mollis, Koeleria glauca, Koeleria grandis, Koeleria macrantha, Leymus arenarius, Phalaris arundinacea, Phleum ou Poa pratensis.
La mine se présente au départ sous la forme d'un couloir étroit dans lequel la chenille hiberne. En mars, la chenille quitte la mine et se déplace vers une nouvelle feuille, où elle crée une mine translucide sur toute sa profondeur, en partant du bout de la feuille et en occupant toute la largeur du limbe foliaire. La plupart des excréments sont déposés dans la partie supérieure de la mine, plus ancienne. La chenille peut éventuellement quitter la mine et en recommencer une autre. 
Les chenilles se rencontrent de la fin de l'été à début mai. La nymphose a lieu à l'extérieur de la mine. Les adultes se rencontrent principalement en juin et juillet. Ils volent à partir du crépuscule, attirés par la lumière après l'obscurité.

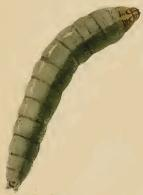
Chenille.
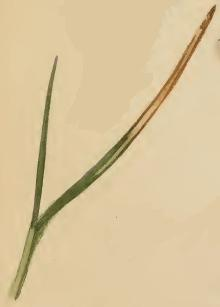
Limbe de Bromus erectus miné.
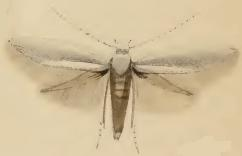
Imago.